# ウィリアム・クック (1682-1709)
ウィリアム・クック（William Cooke, 1682年12月18日 - 1709年6月）は、イングランドの政治家。

## 生涯
イングランド議会およびグレートブリテン議会の下院議員を務めた。ホイッグ党に所属。ミドル・テンプルで教育を受けた。